# Parmelia norcrambidiocarpa
Parmelia norcrambidiocarpa är en lavart som beskrevs av Hale. Parmelia norcrambidiocarpa ingår i släktet Parmelia och familjen Parmeliaceae.   Inga underarter finns listade i Catalogue of Life.